# Uccideva a freddo
Uccideva a freddo ist ein 1966 in Italien produzierter und im deutschen Sprachraum nicht aufgeführter Italowestern, der eine von nur zwei Regiearbeiten des Schauspielers Guido Celano darstellt. Die Kritiker reagierten wenig begeistert auf den Film, der nach La montagna spaccata von W. Charlie Reed entstand.

## Inhalt
José Desmet tötet seinen Arbeitgeber Salazar, den früheren Bezirksrichter, da dieser Desmets Vater, einen berühmten Gesetzlosen, zum Tode verurteilt und mit dem Indianer „Schlafender Wolf“ einiges Gold vergraben hat. Nach der Tat terrorisiert er die Bewohner des nahegelegenen Städtchens Anaconda und versucht die Tochter Salazars, die auch noch Erbin einer Goldmine ist, zu verführen. Daneben treibt er weitere dunkle Geschäfte, so um Waffen mit den Indianern, und tötet Mrs. Peikok (sic!) und den Arzt des Minenstädtchens, weil die ihm auf die Schliche gekommen waren. Der Regierungsbeamte Bill McGregor heftet sich mit dem örtlichen Sheriff an die Fersen des Banditen, schleust sich in dessen Bande ein, verhindert so einige Übeltaten und macht schließlich dem bösen Treiben ein Ende.

## Kritik
- Christian Keßler urteilt: „Filmtechnisch betrachtet ist dieser Film ganz sicher keine Offenbarung“, attestiert ihm aber „eine interessantere Storyline und ein akzeptables Schauspielerensemble“[1].

## Bemerkungen
Der Film kam, wie viele Genreproduktionen minderer Preisklasse, in den regionalen Verleih.
Die Wilder Brothers, die auch im Film selbst als Sänger auftreten, geben ihren Song „He wore a silver star“ zum Besten.